# Goold-Island-Nationalpark
Der Goold-Island-Nationalpark (engl.: Goold Island National Park) ist ein Nationalpark im Nordosten des australischen Bundesstaates Queensland.

## Lage
Er liegt 1.250 Kilometer nordwestlich von Brisbane und 25 Kilometer nordöstlich von Cardwell vor der Nordspitze von Hinchinbrook Island.

## Geschichte
Vor dem Eintreffen der Europäer war diese Gegend Tausende von Jahren lang von Aboriginesstamm der Bandjin bewohnt. Sie hinterließen eine Vielfalt steinerner Reusen und Køkkenmøddinger aus Muscheln, die man heute noch auf der ganzen Insel finden kann.
Auch heute noch schätzen die Überlebenden der oft brutalen Landnahme durch die Europäer Goold Island als Teil ihres Seeterritoriums und schätzen es. Im Dezember 2005 wurde Goold Island in Australiens erstes Traditional Use of Marine Resource Agreement eingeschlossen.

## Landesnatur und Flora
Die 8,23 Quadratkilometer große Insel ist größtenteils mit lichtem Granitfelsen und Eukalyptuswald bedeckt. In den engen Tälern gibt es Regenwald und die Bäche führen nicht das ganze Jahr über Wasser. Rund um die Insel gibt es Sandstrände. Die Insel gehört außerdem zum Verbreitungsgebiet des Viktoria-Paradiesvogels.

## Einrichtungen und Zugang
Camper müssen die gesamte Ausrüstung und auch ihr eigenes Trinkwasser mitbringen. Es muss eine Erlaubnis eingeholt werden und die ihre Zahl ist begrenzt. Im Sommer ist auf Würfelquallen zu achten.
Die Insel ist mit einer Fähre oder mit Privatbooten erreichbar.

## Nachbarinseln
Die nahegelegenen Brook Islands sind kleiner und bestehen aus North Island, Tween Island, Middle Island und South Island. Die ersten drei sind im Brook-Islands-Nationalpark zusammengefasst und dienen hauptsächlich als Nistplatz für Seevögel. Diese dürfen bei ihrem Nistgeschäft nicht gestört werden.
Weiter nördlich befindet sich der Family-Islands-Nationalpark, im Süden der deutlich größere Hinchinbrook-Island-Nationalpark.